# Šestak Brdo
Šestak Brdo je naseljeno mjesto u Republici Hrvatskoj u Zagrebačkoj županiji. 

## Zemljopis
Administrativno je u sastavu općine Pokupsko. Naselje se proteže na površini od 3,02 km².

## Stanovništvo
Prema popisu stanovništva iz 2001. godine naselje je imalo 89 stanovnika i to u 24 kućanstva. Gustoća naseljenosti je iznosila 29,47 st./km².

Prema popisu stanovništva 2011. godine naselje je imalo 76 stanovnika.
| broj stanovnika | 79    | 98    | 100   | 111   | 128   | 146   | 143   | 130   | 119   | 109   | 119   | 110   | 103   | 94    | 89    | 76    | 66    |
|                 | 1857. | 1869. | 1880. | 1890. | 1900. | 1910. | 1921. | 1931. | 1948. | 1953. | 1961. | 1971. | 1981. | 1991. | 2001. | 2011. | 2021. |